# Браганса-Паулиста (микрорегион)

Браганса-Паулиста на карте.

Браганса-Паулиста (порт. Microrregião de Bragança Paulista) — микрорегион в Бразилии, входит в штат Сан-Паулу. Составная часть мезорегиона Макрорегион агломерации Сан-Паулу. 
Население составляет 498 171 человек (на 2010 год). Площадь — 3 131,478 км². Плотность населения — 159,08 чел./км².

## Демография
Согласно сведениям, собранным в ходе переписи 2010 г. Национальным институтом географии и статистики (IBGE), население микрорегиона составляет: 
| Полное население                             | Полное население                             | Полное население                             | Полное население                             | 498 171 |
| -------------------------------------------- | -------------------------------------------- | -------------------------------------------- | -------------------------------------------- | ------- |
| в том числе:                                 | Городское население                          | 447 191                                      | Процент городского населения, %              | 89,77   |
|                                              | Сельское население                           | 50 980                                       | Процент сельского населения, %               | 10,23   |
|                                              | Мужское население                            | 246 697                                      | Процент мужского населения, %                | 49,52   |
|                                              | Женское население                            | 251 474                                      | Процент женского населения, %                | 50,48   |
| Плотность населения, чел/км²                 | Плотность населения, чел/км²                 | Плотность населения, чел/км²                 | Плотность населения, чел/км²                 | 159,08  |
| Население микрорегиона в % к населению штата | Население микрорегиона в % к населению штата | Население микрорегиона в % к населению штата | Население микрорегиона в % к населению штата | 1,21    |

## Статистика
- Валовой внутренний продукт на 2003 составляет 4 113 307 528,00 реалов (данные: Бразильский институт географии и статистики).
- Валовой внутренний продукт на душу населения на 2003 составляет 9040,29 реалов (данные: Бразильский институт географии и статистики).
- Индекс развития человеческого потенциала на 2000 составляет 0,810 (данные: Программа развития ООН).

## Состав микрорегиона
В составе микрорегиона включены следующие муниципалитеты:
1. Атибая
2. Бон-Жезус-дус-Пердойнс
3. Браганса-Паулиста
4. Итатиба
5. Жарину
6. Жоанополис
7. Морунгаба
8. Назаре-Паулиста
9. Пиракая
10. Тиюти
11. Варжен